# Total glücklich (Drama)
Total glücklich ist ein 2-Personen-Stück von Silke Hassler aus dem Jahr 2013.
Das Stück wurde am 17. Januar 2013 in den Wiener Kammerspielen uraufgeführt. Die Regie führte Jean-Claude Berutti.
Die Inszenierung hatte eine Altersbeschränkung ab 16.
Die Spieldauer ist 1 Stunde und 30 Minuten.

## Personen
- Eine Frau, Mitte Dreißig
- Ein Mann, Ende Dreißig

## Handlung
Ein erfolgloser Schriftsteller spricht eine Schauspielerin an, die sich mit Telefonsex ihren Lebensunterhalt verdient.

## Kritiken
Mitreißende Inszenierung. […] Jean-Claude Berutti inszenierte das tragikomische Zweipersonenspiel um Liebe, Sex, Einsamkeit und Hoffnung in den Kammerspielen zu einer heftig umjubelten Uraufführung. Der Standard
Autorin Silke Hassler umrundete mit Pfiff und Sentiment das fürwahr saftige Thema für ihre Komödie "Total glücklich", die Donnerstag uraufgeführt wurde. Die Kammerspiele werden immer wagemutiger. Das wird spannend, wie das ältere Publikum diese recht explizite Darstellung aufnimmt. Aber die Senioren werden ja auch immer jünger, faktisch, geistig. […] Der gebürtigen Schweizerin Emanuela von Frankenberg merkt man nicht nur an, dass sie mit wichtigen Regisseuren von Hans Lietzau bis Peter Zadek gearbeitet hat, sie erweist sich auch als begabte Komödiantin. Hasslers Text zeigt viel Einfühlungsvermögen, was die Untiefen der angeblich schönsten Sache der Welt angeht. Sie versteht sich auch aufs komödiantische Klippklapp. Langweilig ist einem nicht, vielmehr stimmt das Tarnen und Täuschen dieser zwei Leute, die in ihren Vierzigern, Fünfzigern gleichermaßen panische Angst und ebensolche Begeisterung zeigen, sich noch einmal auf etwas einzulassen, nachdenklich. Das Publikum wirkte bei der Premiere amüsiert. Trotz des extremen Szenarios inklusive Fesselspiele und Selbstmordversuche wird hier mancher Nerv des Alltagsliebeslebens getroffen. Statt lauem Hollywoodlustspiel-Abklatsch wird hier herzhaftes Schauspiel live, ganz nah aus dem richtigen Leben geboten. So geht’s. Die Presse
Das funktioniert zwar alles wunderbar, dann und wann hätte man sich jedoch von der Regie mehr szenischen Einfallsreichtum gewünscht. So verharrt die Inszenierung zu Beginn häufig in statischen Szenen, wodurch die erste Hälfte des Abends zu lang im Vagen hängen bleibt. Wirklich spannend wird’s erst gegen Ende, wenn das unverbindliche Spiel plötzlich - im wahrsten Sinne des Wortes - todernst wird und das des Lebens müde Paar den gemeinsamen Liebestod sterben möchte. Dem voran geht eine fragile Darbietung des Todesmonologs Julias aus Shakespeares "Romeo & Julia". Hier, aber auch in der leidenschaftlichen Bekundung des unverlegten Schriftstellers, der nichts mehr ersehnt, als sich die existenziell empfundene Notwendigkeit der Kunstproduktion aus der Seele zu reißen ("Ich hasse die Kunst!"), entsteht eine Ahnung von der tragischen Unvereinbarkeit von Kunstwillen und -betrieb, von Sehnsucht und Wirklichkeit. Wiener Zeitung
Psychologische Blicke in Menschenseelen werden von heutigen Dramatikern nicht mehr oft getan. Silke Hassler wagt es, thematisiert Ängste und Tabus der Dreißig- bis Vierzigjährigen, ihre Einsamkeit und ihr Scheitern. Es geht um eine arbeitslose Schauspielerin, die ihr Leben bei einer Telefonsexhotline fristet. Ihr Nachbar, ein unerlöster Schriftsteller, will Selbstmord begehen. Gekonnt und sensibel führt Hassler diese Figuren zueinander. Jean-Berutti hat das mit den formidablen Darstellern Emanuela von Frankenberg und Markus Gertken eindrucksvoll umgesetzt. News